# 狄奧多西地下宮殿

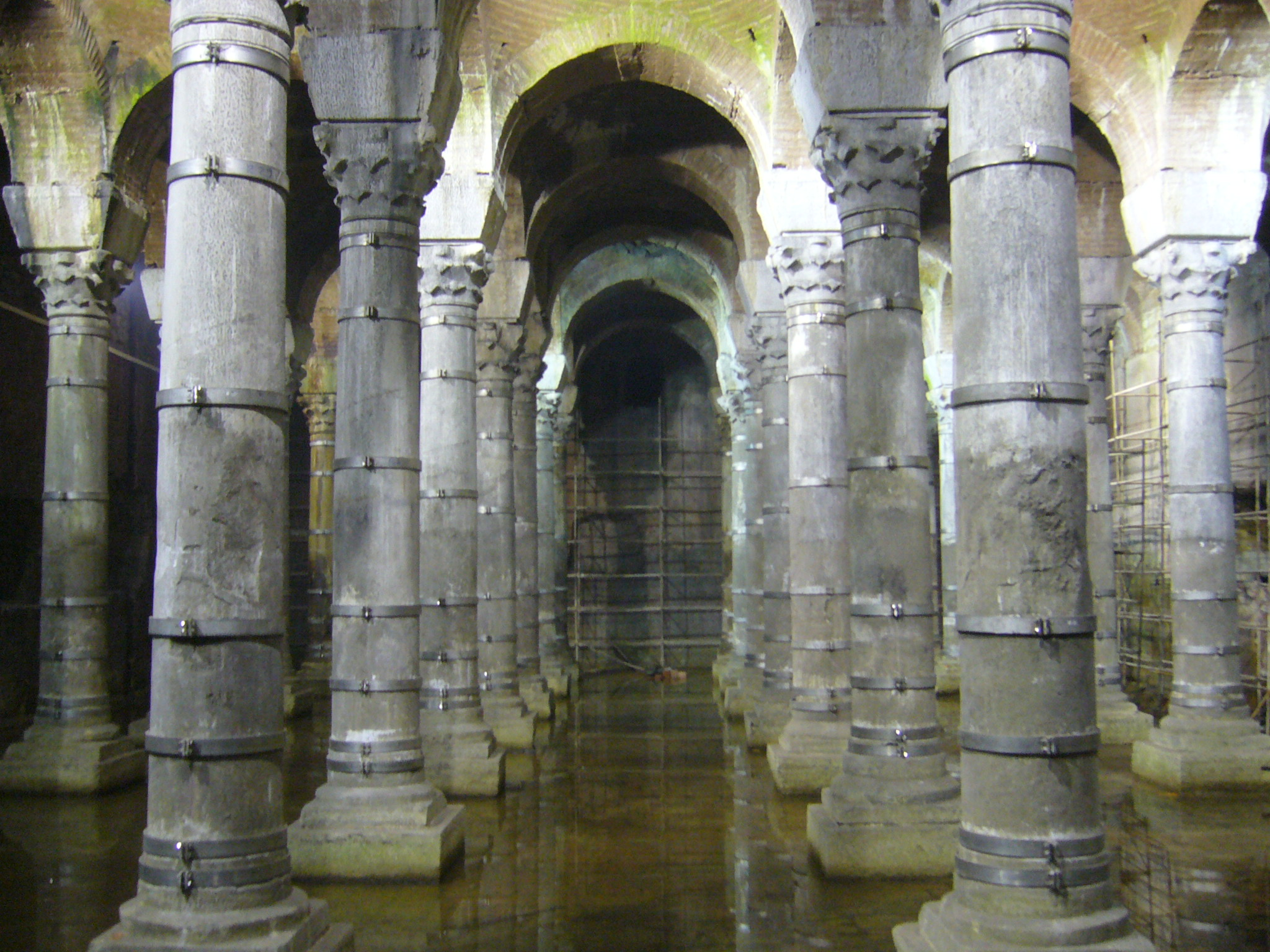
狄奧多西地下宮殿

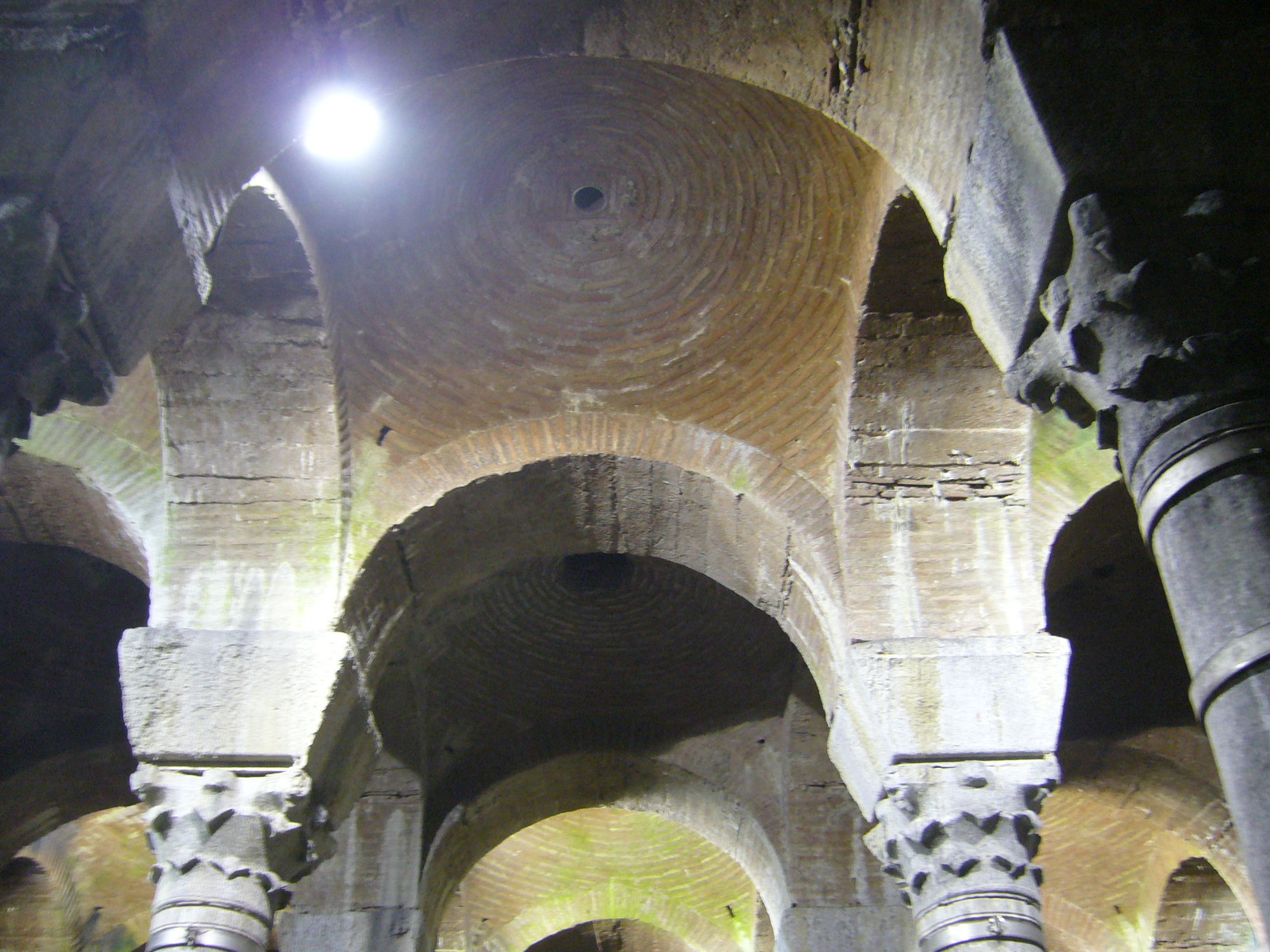

狄奧多西地下宮殿（希臘語：Κινστέρνα Θεοδοσίου）是古代君士坦丁堡的许多蓄水池之一，位于土耳其伊斯坦布尔的地下，现代的入口在法提赫区的皮埃尔洛蒂大街（Piyer Loti Caddesi）。地下宮殿由東羅馬皇帝狄奧多西二世兴建于428年到443年，蓄水由瓦倫斯水道橋提供。瓦倫斯水道橋原来供应泉水寧芙庙、宙克西帕斯浴場和君士坦丁堡大皇宫，狄奧多西进行重新分配，因此兴建了狄奥多西地下宫殿。
狄奧多西地下宮殿长45米，宽25米，屋顶是由32根高约9米的大理石圆柱支撑。
狄奧多西地下宮殿向公众开放。
41°00′26″N 28°58′21″E / 41.00725°N 28.9726°E
Template:伊斯坦布尔地标